# きみが心に棲みついた
『きみが心に棲みついた』（きみがこころにすみついた、You always inhabit my heart ）は、天堂きりんによる日本の漫画作品。『Kiss PLUS』（講談社）にて2011年3月号から2013年9月号まで16話が連載された後、『FEEL YOUNG』（祥伝社）に移籍し、「きみが心に棲みついたS（エス）」として2013年11月号から2019年11月号まで連載された。タイトルのSは、「サクリファイス (Sacrifice) 」を意味する。単行本は『きみが心に棲みついた』が全3巻、『きみが心に棲みついたS』が全9巻。
2018年1月期にTBSテレビ系でテレビドラマ化された。

## あらすじ
下着メーカーに勤める小川今日子は、子供の頃から人前に出ると緊張のあまりパニックになって吃（ども）ってしまったり、自分の意見を押し通せない弱気な性格だった。今日子には大学時代から忘れることのできない男がいた。結果的に彼のせいで今日子は傷付いたが、性格を悩む今日子に「そのままでいい」と言ってくれた言葉で救われた部分もあったのだ。
同僚に誘われた合コンで「ちゃんとした恋愛がしたい」と発言したところ、合コン相手の一人、吉崎幸次郎から説教されてしまう。吉崎のはっきりとした言葉に心を動かされた今日子は勢いで告白し振られる。新しい恋を始められるかもしれないと心躍らせる今日子だったが、忘れられない男・星名漣が転勤によって同僚となる。今日子の心に棲みつく悪魔のような星名は、大学時代と変わらず、今日子に悪夢のような再会をもたらすことになる。

## 登場人物
小川 今日子（おがわきょうこ）
下着メーカー「ワンナナコール」の材料課勤務。28歳。自分に自信が持てず、いつも周りに流されてしまうネガティブな性格。動揺すると分かりやすく吃（ども）って挙動不審になるため、あだ名は「キョドコ」。母親は今日子を疎み恥ずかしいと考え、妹ばかりを可愛がっていた。大学時代、悩む自分に「そのままでいい」と言ってくれた漣を好きになり、彼の言うなりに行動した結果、心も体も傷ついたが、彼のことを忘れられないまま、新しい恋に踏み出すことも出来ずにいた。かつて漣にやってもらったように、ストールの中尾巻き（ねじねじ）をすると、多少なりとも心が落ち着く。合コンで出会った吉崎に勢いで告白し、もっと親しくなりたいと思っていた時に漣と再会し、関わらないようにしようと思う心と、重石のように心を占める気持ちとがせめぎ合い、「自分にはこの人しかいない」と思うようになり、再び心を漣に囚われてしまう。
10年後の時点では吉崎とは既に結婚しており、二人の間に小学2年生の息子の幸太がいる。ワンナナコールを退社したのち、堀田の新しく立ち上げた下着会社に移り、家庭と仕事を両立する。
吉崎 幸次郎（よしざきこうじろう）
出版社「講英館」の『パガヅン』編集者。合コンで今日子と知り合い、「ちゃんとした恋愛がしたい」という今日子に嫌悪感をあらわに説教し、そのはっきりとした態度を気に入られ懐かれてしまう。今日子のひたむきさに接し、次第に態度を軟化させ、厳しいながらも誠実に対応し、メールのやり取りなどを続けるが、今日子と仲が良いことで漣に狙われてしまう。
10年後の時点では今日子と既に家庭を築いている。母親の信子とは両親の離婚をきっかけに既に和解しており、子供を預かってもらうことがある。初回のときと比べて母親との蟠りはなくなってきている。
星名 漣（ほしなれん）
ワンナナコールMD。今日子の大学時代の先輩で、今日子にトラウマを植え付けた張本人。一見、人当たりが良い爽やかな好青年を演じているが、今日子の前では腹黒い面を見せ、今日子が傷付くのを見て楽しんでいる。今日子と体の関係を持ったことはない。
小学生の頃、要領が悪く根暗な子供だったため、同級生からいじめられていた。母親の不義による子で、父親からも冷たく当たられていた。小学5年生のとき母親に懇願されて転校を機に整形した。表向きは要領の良い、明るい少年となったが、猫への思いやりがあるなど心優しかった整形前と比べ、歪んだ精神面を持つようになる。過去を回想する時は「かごめかごめ」が流れる。
中学のときに母親とペットショップで再会した後の晩に未成年ながら母の不倫相手に刺殺し、途中で自分がトドメを刺させた母に罪を着せた。
整形スタート時点はまだ成長期であったにもかかわらずに母の要望で整形させられて以降は再整形とメンテナンスを繰り返してきたため、(自分の悪行が会社内に広まったことにより謹慎する最中に)既に激痛に苦しんだ鼻が崩れてしまう。
自身の謹慎時にマンションを訪れた今日子の前で倒れるが、今日子によって病院に運ばれた。形成外科の病棟に入院中に今日子にそばにいてほしいと見てもらっているが、今日子の前から姿を消した。
10年後の時点では、牧村の支援のもとで（10年前の借りもあって）株のトレーダーとなる。再整形することなくマスクをした状態で質素な生活をしている。
堀田 麻衣子（ほったまいこ）
ワンナナコールのデザイン課勤務。今日子の素材を見る目に信頼を寄せている。
一ノ瀬から漣の悪行のことで上層部への掛け合いの協力を依頼されるが、八木とともに断った。
10年後の時点では独立して新たに下着会社を起業し、今日子とともに店舗を営業している。
飯田 彩香（いいだあやか）
ワンナナコール材料課勤務。今日子の2つ後輩。課のチームリーダーに抜擢されたが、漣に唆されて、今日子に決まりかけていた新規プロジェクトのメンバーの座を奪う。簡単な方法で生地を母方の叔父である飯田繊維会社の社長に依頼して作ってもらった。しかし、生産の後先のことなど考えていないという点から結果として採用されなかった。
漣と男女の仲になるが、付き合ううちに自分の過去の露見を恐れる漣から別れを切り出される。それでも漣への気持ちは変わらず、叔父、漣の母・郁美を通して漣との関係を継続させようとする。（なお、叔父から頼まれた父が興信所の調査により、郁美が殺人を犯して刑務所に入っていた話は叔父から初めて聞かされた。郁美の出所後の住所を知り、彼女の元を訪れたことがある。）
今日子と漣との関係がまだあるのではないかと疑い、今日子に嫉妬して怒りをぶつけた。今日子が漣にマンション誘われた様子の写真を吉崎に送りつけ、今日子と吉崎との関係を壊そうとした。
しかし、最後は漣と郁美との食事の席で漣から冷たい言動を浴びせられ上からワインをかけられてしまう。それを機に心身のバランスを崩して精神病棟で入院をし、漣が自分にひどいことをした件で叔父に話す。退院後はワンナナコールを退社し、福島の実家に戻る。
10年後の時点では既に栄養士の資格持ちで地元の保育園に勤めていて、保育園の卒園生で野球選手（投手）の夏井と知り合い結婚した。
八木 泉（やぎいずみ）
ワンナナコール・メンズインナー部勤務。堀田とは同期。何度もMVPを取っている優秀な社員。プロジェクトのメンバーとなったものの、役に立たない今日子を罵倒する。仕事に厳しいが、今日子の努力をいつも見るうちに彼女の仕事ぶりを認める。
吉崎に別れを切り出されたショックで3日も欠勤する今日子を心配し、叱咤して励ました。
漣の悪行の件で一ノ瀬から上層部への掛け合いの協力を依頼されるが、漣を辞めさせるためにあることないこと色をつけて報告するのは自分のやり方でない、自分は自分の仕事を頑張ることだ、と主張して断った。
最終的に仕事を精力的に続けていて、父親は作中に言及されないまま妊娠している。
一ノ瀬 高文（いちのせたかふみ）
ワンナナコールMD。プロジェクトの堀田チームメンバー。名古屋支社に勤務していた数年前、研修会で出会った漣にプレゼンのアイディアを奪われた上、下剤を盛られて出席を阻まれ、以後企画も通らず、体調を崩し出社も覚束なくなり休職、メンタルクリニックに通っていた。
飯田が入院で欠勤している間、自分が漣から過去に受けた出来事を堀田と八木に話した。他にも漣に同じ目に合わされた社員を調べて上層部にかけ合う事に協力を依頼して二人から断られるが、八木から「自分で自分のしたいことをやれ」と後押しされた。
スズキ 次郎（すずきじろう）
吉崎が担当する漫画家。取材に協力してくれた漣の完璧ぶりに胡散臭さを感じ取るが、単行本未収録のデビュー作から読んでいるという牧村を紹介され、思わず感動してしまう。
牧村 英二（まきむらえいじ）
漣の大学時代の同級生。スナック店を経営する母親に育てられた。母子家庭育ち。
小学校時代、整形前の漣をいじめる同級生の仲間にいて漣へのいじめを加担することなく単に近くで見ていたが、漣の転校後は彼の代わりに自身がいじめの対象にされた。その後は漣と同じ都内の高校で再会するが、クラスで人気の高い模範生の彼を妬んだ。高校通学と下宿の支援をしていた母の男性客から関係を強制されるが、その様子を漣に知られてしまう。言うことを聞いたら他の女全員と別れるからと漣に言いくるめられるが、そもそも今日子のことか好きという理由でなく、実は大学で漣の整形の事実がバレたくないのと引き換えに漣に今日子を要求し、初めて強引にセックスした。現在は都内のバーでバーテンダーをしている。
社会的に金銭的に追い詰められた漣から借金を頼まれるが、金が欲しかったら拾ってみろと嘲笑ってレジの札をぶち撒ける。10年後の時点で漣のトレーダーと生活を支援している。
為末（ためすえ）
講英館パガヅン編集者。吉崎に想いを寄せる。そのため今日子のことを当初は快く思っていなかった。
谷山 祥子（たにやましょうこ）
漣の姉。旧姓:星名。現時点で結婚していて夫と息子のたくやがいる。刑務所出所後の母・郁美の件では自己都合で押し付ける漣に不満を持っている。
郁美の生活を支える一方で、漣に金の無心をして自分の整形などに充てていた。
漣の過去を今日子と初対面した際に初めて話した。
漣の代理でマンションの家具を回収してもらったあとは既に父親に電話で回収費支払いの協力を依頼するが、既に再婚した父親から依然として冷たく申し出を拒否されてしまう。そんな冷たい父親に対して、「母親の郁美がおかしくなったのは父親のせいだ。漣の暴力的で冷たいところは父親に似ている」と啖呵を切った。
星名 郁美（ほしないくみ）（※離婚後の旧姓は作中で言及されていないため不明。テレビドラマの設定では、北園郁美）
漣と祥子の母。整形前の自分に似た漣を整形手術させたことにより、漣が歪んだ感情を持つ遠因となった。
漣の整形手術後も不倫を続けていて夫との関係は険悪ムードが続く（その夫と漣との親子関係も相変わらず険悪のままである）。そんな家庭に居心地が悪くなり家を出て、不倫相手のペットショップオーナーのもとで同棲して営業を手伝う。(家を出た直後の時点に離婚した。)
ある日過去の記憶から自分の居所を見つけてきた漣（当時中学生だった）と勤め先のペットショップで再会するが、そのあと程なくして暴力を振るってきた不倫相手を漣が刺し殺してしまう。漣からの脅しに踊らされ不倫相手をひき続き刺し、漣を庇うように逮捕された。それ以後は服役生活を送るが、出所後は一人暮らしを始める。殺害事件の記憶、星名の恐ろしい言葉を思い出すたび苦しんでいる。
(飯田から自分の住所を聞いた)今日子が訪問して漣との過去を初めて聞かされ、自身の過去を語った。その際、かつて自身も漣と同じように不細工で、昼も夜も働いてお金を貯めて整形した。その後は店の客だった元夫に見染められて結婚し祥子を出産した。それでも幸せは長く続かず整形したことがバレて(家を出るまでに)元夫から暴力を振われてきた。顔を変えたのに愛されないという気持ちから元夫に隠れて他の男と不倫し、昔の自分に似た息子・漣が生まれた（元夫の子なのか、不倫相手の子なのかは不明）。いじめられてきた漣を見るのがつらく、漣を手にかけようとしたことがある。小学5年だった漣を整形させたことにより、漣が歪んだ感情を形成することに繋がった。
小川 菜穂子（おがわ なほこ）
今日子の妹で、小川家唯一のよき理解者。
小川 信子（おがわ のぶこ）（※離婚後の旧姓ほ作中で言及されていないため不明）
今日子と菜穂子の母親。今日子にピアノレッスンなどで付きっきりで髪型を自分で結ってあげたこともあったが、ある出来事により今日子に冷たくなり疎ましく思う。菜穂子を贔屓する。

## 書誌情報
- 天堂きりん 『きみが心に棲みついた』 講談社〈KC Kiss〉 全3巻
  1. 2012年1月13日発売[7]、ISBN 978-4-06-376181-8
  2. 2012年10月12日発売[8]、ISBN 978-4-06-376710-0
  3. 2013年8月12日発売[9]、ISBN 978-4-06-376855-8

- 天堂きりん 『きみが心に棲みついた』 祥伝社〈フィールコミックスFCswing〉 全2巻
  1. 上 2017年11月20日発売[10]、ISBN 978-4-396-76719-8
  2. 下 2017年11月20日発売[11]、ISBN 978-4-396-76720-4

- 天堂きりん 『キミが心に棲みついたS』 祥伝社〈フィールヤングコミックス〉 全9巻
  1. 2014年6月7日発売[12]、ISBN 978-4-396-76608-5
  2. 2014年12月8日発売[13]、ISBN 978-4-396-76626-9
  3. 2015年8月15日発売[14]、ISBN 978-4-396-76650-4
  4. 2016年4月8日発売[15]、ISBN 978-4-396-76669-6
  5. 2017年2月8日発売[16]、ISBN 978-4-396-76697-9
  6. 2018年1月20日発売[17]、ISBN 978-4-396-76724-2
  7. 2018年3月16日発売[18]、ISBN 978-4-396-76730-3
  8. 2019年3月8日発売、ISBN 978-4-396-76762-4
  9. 2020年2月7日発売、ISBN 978-4-396-76782-2

## テレビドラマ
2018年1月16日から3月20日までTBSテレビ系「火曜ドラマ」枠で放送された。主演は連続ドラマ初主演の吉岡里帆。

### キャスト

#### 主要人物
小川今日子（おがわ きょうこ）〈27〉
演 - 吉岡里帆（幼少期：成宮しずく）
下着メーカー「Lapoire」の材料課所属。
吉崎幸次郎（よしざき こうじろう）〈32〉
演 - 桐谷健太
月刊『パガヅン』の編集者。スズキの担当。
星名漣（ほしな れん）〈32〉
演 - 向井理（幼少期：溝上空良））
下着メーカー「Lapoire」の企画室長。マネージング・ディレクター。

#### Lapoire
飯田彩香（いいだ あやか）〈27〉
演 - 石橋杏奈
材料課所属。
八木泉（やぎ いずみ）〈38〉
演 - 鈴木紗理奈
デザイナー。
堀田麻衣子（ほった まいこ）〈38〉
演 - 瀬戸朝香
デザイナー。
白崎達夫〈45〉
演 - 長谷川朝晴
材料課課長。
稲垣栞里〈29〉
演 - 周本絵梨香
材料課所属。
池脇久美子
演 - 杉本彩
商品開発統括部部長。

#### 一ツ木出版漫画編集部
スズキ次郎（スズキ じろう）〈38〉
演 - ムロツヨシ
漫画『僕に届け響け!』の作者。
為末れいか（ためすえ れいか）〈25〉
演 - 田中真琴
月刊『パガヅン』の編集者。

#### 小川家
小川菜穂子（おがわ なおこ）
演 - ついひじ杏奈
今日子の妹。
小川信子 (おがわ のぶこ)
演 - 中島ひろ子
今日子の母。今日子のことを嫌っている。

#### その他
成川映美（なりかわ えみ）〈29〉
演 - 中村アン
ドラマオリジナルキャラクター。売れっ子のライトノベル作家で、吉崎の大学時代の後輩。付き合っていた過去を持つ。
牧村英二〈32〉
演 - 山岸門人
星名と幼馴染でバーテンダー。
八幡俊輔
演 - 永岡佑
小野寺レイコ
演 - 小林恵美
市ノ瀬高文
演 - 西村元貴
谷山祥子
演 - 星野園美
漣の姉。
東城
演 - 新井康弘
山藤アイカ
演 - 石田ニコル
飯田恭三
演 - 日野陽仁
飯田の叔父。
北園郁美
演 - 岡江久美子
漣の母。
鴨志田
演 - 阿南健治
会社の上司。

### スタッフ
- 原作 - 天堂きりん『きみが心に棲みついた』『きみが心に棲みついたS』（祥伝社フィールコミックス刊）
- 脚本 - 吉澤智子、徳尾浩司
- 音楽 - 出羽良彰
- 主題歌 - E-girls「Pain, pain」（rhythm zone）[23]
- 挿入歌 - MONDO GROSSO「偽りのシンパシー」Vocal:アイナ・ジ・エンド（BiSH）（cutting edge）[24][25]
- 下着協力・監修 - Triumph
- 下着取材協力 - 今井悦子
- 劇中漫画監修 - 甘詰留太
- 編成 - 磯山晶、池田尚弘、中島啓介
- プロデューサー - 佐藤敦司
- 演出 - 福田亮介、水田成英、金子文紀、棚澤孝義
- 製作 - ドリマックス、TBS

### 放送日程
| 話数                                                                         | 放送日  | サブタイトル                                    | 脚本     | 演出     | 視聴率 |
| ---------------------------------------------------------------------------- | ------- | ----------------------------------------------- | -------- | -------- | ------ |
| 第1話                                                                        | 1月16日 | 冬の恋は三角形! 恋ヘタ女×超誠実男×支配男の恋    | 吉澤智子 | 福田亮介 | 9.4%   |
| 第2話                                                                        | 1月23日 | 歓迎会で大バトル! 恋愛ターミネーター×方言萌え女 | 吉澤智子 | 福田亮介 | 8.5%   |
| 第3話                                                                        | 1月30日 | 目を覚ませダメ女! あの男の闇は深い…             | 徳尾浩司 | 福田亮介 | 8.4%   |
| 第4話                                                                        | 2月6日  | 最低男が大パニック 誠実男の宣戦布告!            | 徳尾浩司 | 水田成英 | 7.0%   |
| 第5話                                                                        | 2月13日 | 大好きです! BBQでキス&ガチバトル                | 徳尾浩司 | 水田成英 | 7.0%   |
| 第6話                                                                        | 2月20日 | 好きが爆発する2人 過去の恋に勝てる!?            | 徳尾浩司 | 福田亮介 | 6.9%   |
| 第7話                                                                        | 2月27日 | 下劣男に神の制裁!? ついに結ばれる2人            | 吉澤智子 | 金子文紀 | 6.5%   |
| 第8話                                                                        | 3月6日  | 最後のデート… 悪魔の告白と涙のキス!             | 徳尾浩司 | 棚澤孝義 | 7.9%   |
| 第9話                                                                        | 3月13日 | 復讐のパワハラ裁判 彼と決別する誕生日           | 徳尾浩司 | 水田成英 | 7.0%   |
| 最終話                                                                       | 3月20日 | 最後の決断… 貴方に恋をしてよかった              | 吉澤智子 | 福田亮介 | 8.3%   |
| 平均視聴率 7.7% （視聴率はビデオリサーチ調べ、関東地区・世帯・リアルタイム） |         |                                                 |          |          |        |

| TBS系列 火曜ドラマ                           | TBS系列 火曜ドラマ                                                           | TBS系列 火曜ドラマ                                                                         |
| 前番組                                       | 番組名                                                                       | 次番組                                                                                     |
| -------------------------------------------- | ---------------------------------------------------------------------------- | ------------------------------------------------------------------------------------------ |
| 監獄のお姫さま （2017年10月17日 - 12月19日） | きみが心に棲みついた （2018年1月16日 - 3月20日） 【本作まで終了時刻は22:54】 | 花のち晴れ〜花男 Next Season〜 （2018年4月17日 - 6月26日） 【この作品から終了時刻は23:07】 |
| TBS系列 火曜日22:00 - 22:54枠                |                                                                              |                                                                                            |
| 監獄のお姫さま （2017年10月17日 - 12月19日） | きみが心に棲みついた （2018年1月16日 - 3月20日）                             | 花のち晴れ〜花男 Next Season〜 （2018年4月17日 - 6月26日） ※22:00 - 23:07                  |